# Matt Molloy

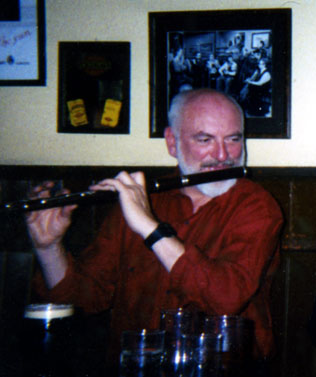
Matt Molloy; 2000

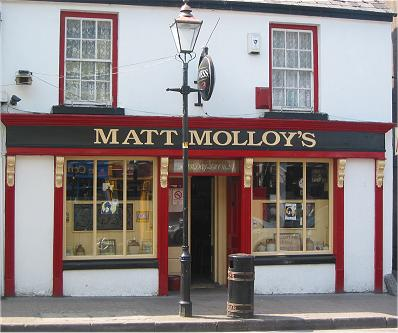
Matt Molloys Pub in Westport

Matt Molloy (* 12. Januar 1947 in Ballaghaderreen, County Roscommon, Irland) ist ein irischer Flötist.

## Leben
Molloy stammt aus einer Familie mit großer musikalischer Tradition. Mit acht Jahren begann er Flöte zu lernen und gewann bereits mit 17 das All-Ireland Flute Championship und erzielte erste Anerkennung im National Fleadh Cheoil and Oireachtas. In den frühen 1970er Jahren zog er nach Dublin und lernte hier viele Musiker aus der Szene kennen, unter anderem Paddy Moloney von den Chieftains. Nach seiner Hochzeit hatte er zunächst einen Job bei der Aer Lingus, bevor er 1975 Mitbegründer der später legendären Bothy Band wurde. Die anderen Mitglieder waren Dónal Lunny (ex-Planxty), Paddy Keenan, Tommy Peoples (später Kevin Burke), Triona NiDhomhnaill und Micheal O’Dhomhnaill. In viereinhalb Jahren erschienen vier Alben der Band.
Nach der Auflösung 1978 spielte Matt kurz bei der reformierten Band Planxty mit, die aber mit ihren Alben nicht mehr an ihre alten Erfolge anknüpfen konnte. Nach zwei Alben und einer Tour stieg Molloy aus. Als Michael Tubridy und Seán Potts 1979 bei den Chieftains ausstiegen, lud Paddy Moloney ihn auf den vakanten Flötenplatz ein und Matt Molloy sagte zu.
Das erste Album mit Molloy war Chieftains 9: Boil The Breakfast Early. Seitdem ist Matt Molloy Mitglied der Chieftains und auf allen Alben der Band zu hören. Höhepunkt eines Chieftains-Konzerts ist seit langem Molloys Soloauftritt mit The Mason’s Apron (zu hören auf dem Live-Album An Irish Evening).
Während seiner Zeit als Berufsmusiker hat Matt Molloy mehrere Soloalben aufgenommen und war an vielen Projekten beteiligt.
Neben seiner Musikerkarriere betreibt Matt Molloy seit Jahren einen eigenen Pub in Westport, County Mayo, namens Matt Molloy’s, in dem häufig Musik-Sessions stattfinden.

## Diskografie

### Als Bandmitglied
Sixteen Ninety-One
- Irish Folk Songs (1973)

The Bothy Band
- The Bothy Band (1975)
- Out of the Wind and into the Sun (1976)
- Old Hag You Have Killed Me (1977)
- After Hours – Live in Paris (1978)
- BBC Live in Concert 1976/77 (1994)

Planxty
- After the Break (1979)
- The Woman I Loved so Well (1980)

Chieftains
- siehe dort

### Soloalben und Kollaborationen
- Matt Molloy: Matt Molloy (1976)
- Paul Brady/Peter Browne/Andy Irvine/Donal Lunny/Matt Molloy/Tommy Potts: The Gathering (1977)
- Matt Molloy/Tommy Peoples/Paul Brady: Molloy/Peoples/Brady (1978)
- Matt Molloy:The Heathery Breeze (1981)
- Matt Molloy & Sean Keane with Arty McGlynn: Contentment is Wealth (1985)
- Matt Molloy: Stony steps (1987)
- Various Artists: Music at Matt Molloy’s (1992)
- Matt Molloy/Sean Keane/Liam O’Flynn: The Fire Aflame (1993)
- Matt Molloy: Shadows on Stone (1996)
- Matt Molloy/John Carty: Pathway to the Well (2007)
- Matt Molloy: Back to the island (2018)

Zudem ist Matt Molloy zu hören auf Alben von Micheál Ó’Súilleabhin, Mike Oldfield, Carlos Nunez, James Keane, Altan, Bill Laswell, Cherish the Ladies, Paul McGrattan, Kevin Burke, Sliabh Notes, West Ocean String Band, Cathal Hayden und anderen.